# Amukta Island
Die Insel Amukta liegt in den zentralen Aleuten, südwestlich der Insel Chagulak, und ist die westlichste der Islands of Four Mountains. Sie wird von dem symmetrischen Schichtvulkan Amukta mit einem Durchmesser von 7,7 Kilometern gebildet. Der Vulkan besitzt einen Krater mit einem Durchmesser von 400 Metern. An der Nordwestküste befindet sich ein Schlackenkegel.
Gut dokumentierte Berichte über frühe Aktivitäten des Vulkans sind spärlich. Historische Aufzeichnungen belegen eine explosive Eruptionsphase vom Juni 1786 bis ins Jahr 1791, bei welcher mehrere Millionen Kubikmeter Tephra ausgestoßen wurden sowie ein Ausbruch 1878. Bei der Eruption vom 13. Februar 1963 wurden aus dem Zentralkrater sowie aus Seitenkegeln sowohl Asche als auch Lava ausgestoßen. Die Beobachtungsbedingungen waren allerdings wegen Nebels sehr schlecht, aber der Lavastrom konnte beobachtet werden, als er von der Westseite des Kraters bei Traders Cove das Meer erreichte. Ende August und Anfang September 1987 beobachtete ein Pilot einer Verkehrsmaschine eine 10,5 Kilometer hohe Aschewolke über Amukta Island. Weitere Berichte von Piloten über Aschewolken erfolgten am 4. September sowie am 18. September 1987. Anfang Juli 1996 berichtete ein Schiff über eine 1 Kilometer hohe Wolke aus Asche und Rauch und am 3. März 1997 ereignete sich ein explosiver Ausbruch im Zentralkrater des Vulkans.